# Trattnerite
La trattnerite (simbolo IMA: Tra) è un minerale della famiglia dei ciclosilicati molto raro del gruppo della milarite con la composizione chimica idealizzata Fe3+2Mg3Si12O30.

## Etimologia e storia
La trattnerite è stata scoperta alla fine del 1999 da Walter Trattner nella cava dello Stradner Kogel, dove viene estratta una sottile copertura lavica basaltica. Per l'identificazione, consegnò i suoi campioni al "Landesmuseum Joanneum", dove furono esaminati. Caratterizzarono il nuovo minerale come un analogo □-Fe3+ della merrihueite e lo chiamarono così in onore del suo scopritore Walter Trattner di Bad Waltersdorf in Stiria, un appassionato collezionista e specialista dei minerali dei vulcani, che scoprì un altro minerale del gruppo della milarite: klöchite.

## Classificazione
Nell'obsoleta, ma in parte ancora in uso, 8ª edizione della sistematica minerale secondo Strunz, la trattnerite è elencata insieme ad almarudite, armenite, berezanskite, brannockite, chayesite, darapiosite, dusmatovite, emeleusite, faizievite, merrihueite, oftedalite, osumilite, osumilite-(Mg), poudretteite, roedderite, sogdianite, sugilite e yagiite con le quali si trova nella classe dei "Ciclosilicati" nel "gruppo della milarite-osumilite" con il sistema nº VIII/E.22.
La 9ª edizione della sistematica minerale di Strunz, valida dal 2001 e utilizzata dall'Associazione Mineralogica Internazionale (IMA), classifica la trattnerite nella classe "9.C Ciclosilicati"; questa è ulteriormente suddivisa in base alla struttura degli anelli, in modo che il minerale possa essere trovato nella suddivisione "9.CM [Si6O18]12- anelli doppi con 6 membri (sei doppi anelli)" in base alla sua struttura. Qui il minerale appartiene al "gruppo della milarite" con il sistema nº 9.CM.05.
Anche la classificazione dei minerali secondo Dana, che viene utilizzata principalmente nel mondo anglosassone, classifica la trattnerite nella classe dei "silicati e germanati" e da lì nella già più finemente suddivisa sottoclasse dei "ciclosilicati: anelli condensati". Qui è nel "gruppo della milarite-osumilite" con il sistema nº 63.02.01a all'interno della sottosezione "Ciclosilicati: anelli condensati a 6 membri".

## Chimica
La trattnerite è il membro terminale □-Fe3+ di una serie di cristalli misti che vanno da roedderite/merrihueite, a chayesite e infine a trattnerite, secondo le seguenti reazioni di scambio:
- {\displaystyle \mathrm {^{[B]}Na\,+\,^{[T2]}Mg^{2+}=^{[B]}\Box \,+\,^{[T2]}Fe^{3+}} } (roedderite - chayesite)
- {\displaystyle \mathrm {^{[C]}K\,+\,^{[A]}Mg^{2+}=^{[C]}\Box \,+\,^{[A]}Fe^{3+}} }(chayesite - trattnerite)

La composizione misurata della località tipo è:
- {\displaystyle \mathrm {^{[C]}(Na_{0,01}K_{0,07})^{[A,T2]}(Fe_{1,99}^{3+}Ti_{0,01}Mg_{2,46}Fe_{0,30}^{2+}Mn_{0,08}^{2+}Zn_{0,05}Al_{0,04})^{[T1]}[Si_{12}O_{30}]} }

con la posizione nella struttura cristallina indicata tra parentesi quadre.

## Abito cristallino
La trattnerite cristallizza nel sistema esagonale nel gruppo spaziale P6/mcc (gruppo nº 192) con i parametri del reticolo a = 10,050 Å e c = 14,338 Å così come due unità di formula per cella unitaria.

## Origine e giacitura
La trattnerite si trova nelle inclusioni di rocce estranee ricche di silicati nei basalti. Nella sua località tipo, la cava di nefelinite-haüyne Stradner Kogel in Stiria, Austria, la trattnerite si trova in xenoliti ricchi di silicio associata a sanidino, plagioclasio, quarzo e, raramente, clinopirosseno verde. In piccole cavità di queste inclusioni rocciose estranee, di dimensioni solo pochi millimetri, si trova la trattnerite di colore blu intenso insieme a tridimite, ematite, ortopirosseno giallo paglierino e anfibolo bruno-rossastro.
La trattnerite è stata rilevata solo in un'altra località dello stesso tipo, la cava di basalto Caspar sull'Ettringer Bellerberg nell'Eifel, in Germania.
La trattnerite si forma ad alte temperature e bassa pressione in condizioni ossidanti in xenoliti ricchi di silicio e poveri di alluminio nei magmi basaltici.

## Forma in cui si presenta in natura
La trattnerite sviluppa sfere di cristallo blu, placcate in prismatiche di pochi millimetri di dimensione.